# Зузі Лорманн
Зузі Лорманн (нім. Susi Lohrmann; нар. 27 березня 1973) — колишня німецька тенісистка.
Найвищу одиночну позицію світового рейтингу — 196 місце досягла 20 грудня 1993, парну — 371 місце — 20 серпня 1990 року.
Здобула 6 одиночних та 4 парні титули туру ITF.

## Фінали ITF
| Легенда         |
| --------------- |
| Турніри $25,000 |
| Турніри $10,000 |

### Одиночний розряд (6–2)
| Результат | Ранг | Дата            | Місце                             | Покриття   | Суперниця           | Рахунок            |
| --------- | ---- | --------------- | --------------------------------- | ---------- | ------------------- | ------------------ |
| Поразка   | 1.   | 21 вересня 1992 | Клуж-Напока, Румунія              | Ґрунт      | Ісабела Мартін      | 4–6, 5–7           |
| Перемога  | 2.   | 13 жовтня 1996  | Saint-Raphaël, Франція            | Тверде (i) | Емілі Луа           | 5–7, 6–2, 6–0      |
| Перемога  | 3.   | 21 червня 1998  | Біль (місто), Швейцарія           | Ґрунт      | Антонела Война      | 6–2, 6–3           |
| Перемога  | 4.   | 23 травня 1999  | Пезаро, Італія                    | Ґрунт      | Катерина Сисоєва    | 6–4, 6–2           |
| Поразка   | 5.   | 20 червня 1999  | Ленцергайде, Швейцарія            | Ґрунт      | Марі-Гаяне Мікаелян | 3–6, 4–6           |
| Перемога  | 6.   | 12 вересня 1999 | Бад-Заульгау, Німеччина           | Ґрунт      | Ілона Полякова      | 6–0, 6–0           |
| Перемога  | 7.   | 13 серпня 2000  | Гехінген (Цоллернальб), Німеччина | Ґрунт      | Зіна Шрайбер        | 6–3, 1–6, 6–3      |
| Перемога  | 8.   | 3 вересня 2000  | Бад-Заульгау, Німеччина           | Ґрунт      | Tina Plivelitsch    | 6–1, 6–7(4–7), 6–4 |

### Парний розряд (4–1)
| Результат | Ранг | Дата            | Місце                  | Покриття   | Партнерка       | Суперниці                          | Рахунок       |
| --------- | ---- | --------------- | ---------------------- | ---------- | --------------- | ---------------------------------- | ------------- |
| Перемога  | 1.   | 6 серпня 1990   | Ніколозі, Італія       | Тверде     | Джастін Годдер  | Крістіна Сальві Кароліна Шнайдер   | 3–6, 6–3, 6–3 |
| Перемога  | 2.   | 21 вересня 1992 | Клуж, Румунія          | Ґрунт      | Мартіна Гаутова | Адріана Барна Анка Барна           | 6–4, 6–1      |
| Перемога  | 3.   | 13 жовтня 1996  | Saint-Raphaël, Франція | Тверде (i) | Атіна Бріґель   | Christina Habernigg Ленка Захарова | 6–3, 7–5      |
| Перемога  | 4.   | 6 жовтня 1997   | Біль, Швейцарія        | Килим (i)  | Керстін Марент  | Діане Асенсіо Анґела Бюрґіс        | 2–6, 6–0, 6–4 |
| Поразка   | 5.   | 13 жовтня 1997  | Сен-Рафаель, Франція   | Тверде (i) | Керстін Марент  | Гана Шромова Алена Вашкова         | 3–6, 3–6      |